# Ривамонте-Агордино
Ривамонте-Агордино (итал. Rivamonte Agordino) — коммуна в Италии, располагается в провинции Беллуно области Венеция.
Население составляет 675 человек (2008 г.), плотность населения составляет 29 чел./км². Занимает площадь 23 км². Почтовый индекс — 32020. Телефонный код — 0437.
Покровителем коммуны почитается святой Флориан, празднование 4 мая.

## Демография
Динамика населения:

## Администрация коммуны
- Официальный сайт: http://www.comune.rivamonteagordino.bl.it/